# Heintje – Ein Herz geht auf Reisen
Heintje – Ein Herz geht auf Reisen – film muzyczny z 1969 roku, w reżyserii Wernera Jacobsa.

## Opis fabuły
Po śmierci rodziców Heintje Gruber znajduje się pod opieką swojej ciotki, Moniki Klausen, z którą spotyka się Günter. Ten uważa chłopca za przeszkodę w jego związku z Moniką. Chciałby, aby Heintje został oddany do sierocińca. Tymczasem Heintje odwiedza pewną stadninę koni. Szczególną uwagę poświęca koniowi o imieniu Hektor. Pewnego razu dostrzega, jak grupka jego rówieśników znęca się nad końmi i staje w ich obronie. Poznaje też opiekuna stadniny, Alfreda Teichmanna. Wkrótce zostaje napadnięty przez ową grupę, lecz przypadkowym świadkiem zdarzenia jest właśnie Alfred, który go ratuje przed pobiciem. Odtąd Alfred uczy go jazdy konnej i opieki nad zwierzętami.
Pewnej nocy Heintje, nie mogąc znaleźć kluczy od mieszkania, nie wraca na noc do ciotki i przychodzi do stadniny. Alfred odwozi go do domu i dostrzega, że Günter źle traktuje chłopca. Następnego dnia Monika i Günter pojawiają się u opiekunki z Jugendamtu (niemieckiego urzędu ds. nieletnich), pani Hanny Schwarz. Günter nalega, by Heintjego umieszczono w domu dziecka, gdyż Monika nie może się nim nadal opiekować. Podczas odwiedzin chłopca u Alfreda zjawia się pani Schwarz i informuje Heintjego, że jego ciotka nie może sprawować nad nim dalszej opieki i że za dwa dni zostanie umieszczony w odpowiedniej placówce opiekuńczej. Natomiast Alfred Teichmann wyjeżdża ze swoją narzeczoną na urlop do Szwajcarii.
Jakiś czas później, podczas grupowej wycieczki, Heintje wykorzystuje okazję i ucieka z domu dziecka. Chce odnaleźć Alfreda. Podróżuje po kraju autostopem, korzystając z różnych środków lokomocji, m.in. samochód, traktor, wóż ciągnięty przez konie, podając przy tym podwożącym go zmyślone informacje na swój temat. Przy granicy szwajcarskiej spotyka przemytników. Nie wiedząc kim są, mówi im że nazywa się Johannes Vogelsang, wybiera się do Locarno, gdzie czekają na niego krewni oraz że zgubił dokumenty i że w związku z tym nie może przekroczyć granicy. Przemytnicy wykorzystują tę sposobność, by za jego pośrednictwem przerzucić do Szwajcarii radioaktywny kobalt. Bez jego wiedzy wkładają mu do plecaka paczkę i wskazują mu, gdzie może przekroczyć granicę. Sami zaś pozostają po stronie niemieckiej.
Heintje pomyślnie przekracza strumień na granicy, ale zostaje też zauważony przez niemiecką straż graniczną. Teraz jest poszukiwany zarówno przez władze, jak też przez przemytników chcących odzyskać paczkę. Po pewnym czasie odnajduje Alfreda i jego narzeczoną. Alfred zawiadamia telefonicznie Jugendamt o przybyciu Heintjego. Ci żądają natychmiastowego przywiezienia go z powrotem. Sugerują, że Alfred brał współudział w jego ucieczce. Alfred odmawia natychmiastowego powrotu z Heintjem do Niemiec. Narzeczona go opuszcza.
W pewnej kawiarni Heintje dorabia, śpiewając przy akompaniamencie szafy grającej piosenki: Scheiden tut so weh oraz Heidschi Bumbeidschi. Po pewnym czasie powraca do Alfreda jego narzeczona i informuje go, że Heintje jest w posiadaniu niebezpiecznej paczki. Już od pewnego czasu Alfred i Heintje wiedzieli o niej, ale nie znali jej zawartości, gdyż nie byli w stanie jej otworzyć. Wkrótce przemytnicy odnajdują go i chcą odzyskać towar. Ponieważ paczkę ma obecnie Alfred, chłopak zostaje wzięty za zakładnika. Niebawem dochodzi do próby wymiany. Przestępcy odzyskują paczkę, ale nie uwalniają Heintjego. Zaraz potem zostają schwytani przez policję.
Alfred i jego narzeczona decydują się na ślub i adopcję. Tego samego dnia i w tym samym miejscu ślub wzięli też Monika i Günter.

## Piosenki w wykonaniu Heintjego
- Liebe Sonne
- Ich sing’ ein Lied für dich
- Mamatschi
- Oma so lieb
- Scheiden tut so weh
- Der Mond ist aufgegangen
- Heidschi Bumbeidschi
- Das Schwalbenlied

## Obsada
- Heintje Simons – Heintje
- Heinz Reincke – Alfred Teichmann
- Gerlinde Locker – Hanna Schwarz
- Solvi Stubing – Gerdi Weber
- Ralf Wolter – Harry
- Mogens von Gadow – Hugo Neubert
- Karin Field – Else
- Sieghardt Rupp – Günter Schelle
- Dagmar Altrichter – Monika Klausen
- Peter W. Staub – wartownik
- Hans Terofal – Rudi
- Edith Hancke – Lieschen
- Konrad Georg – inspektor policji
- Rudolf Schündler – rektor Neumann